# Ziegelsalmler
Der Ziegelsalmler (Hyphessobrycon griemi), auch Goldflecksalmler oder Roter Goldflecksalmler genannt, ist ein in den Gewässern Südbrasiliens (Goiás, São Paulo bis nördliches Santa Catarina) beheimateter, zierlicher Schwarmfisch. Die Art wurde nach W. Griem benannt, einem Zierfischimporteur.

## Merkmale
Er erreicht eine Länge von ungefähr 4 cm und ähnelt stark dem Roten von Rio (H. flammeus) und dem Gelben von Rio (H. bifasciatus), Arten, mit denen er nah verwandt ist. Der Fisch ist reh- bis olivbrau gefärbt und weist zwei charakteristische Schulterflecken auf, der erste ist nur angedeutet, der zweite schwarz. Zwischen beiden befindet sich ein goldglänzender Fleck. Die Flossen sind zinnoberrot, die äußeren Teile von Rücken-, After- und Bauchflossen weiß. Die Färbung der Männchen ist etwas intensiver. Bei Erregung färbt sich der Hinterkörper der Tiere stärker ziegelrot, was dem Fisch seinen deutschen Namen gegeben hat.
- Flossenformel: Dorsale 12–13, Anale 26–28.
- Schuppenformel: mLR 32–34, QR 13.